# Бун, Ричард
Ричард Бун (англ. Richard Boone), полное имя Ричард Аллен Бун (англ. Richard Allen Boone; 18 июня 1917 — 10 января 1981) — американский актёр кино и телевидения середины и второй половины XX века.
За время своей кинокарьеры, охватившей период с 1951 по 1981 год, Бун сыграл в 45 фильмах, среди которых «Пустынный лис» (1951), «Человек на канате» (1953), «Плащаница» (1953), «Викки» (1953), «Человек без звезды» (1955), «Большой нож» (1955), «Большой страх» (1957), «Форт Аламо» (1960), «Омбре: Отважный стрелок» (1967), «Большой Джейк» (1971) и «Самый меткий» (1976).
В 1957—1963 годах Бун играл главную роль в телевизионном вестерн-сериале «Есть оружие — будут путешествия», в 1963—1964 году вёл собственное «Шоу Ричарда Буна», а в 1972—1974 годах играл заглавную роль в вестерн-сериала «Хек Рэмзи». В 1955—1964 годах Бун как лучший актёр был четырежды номинирован на прайм-таймовую премию «Эмми» — один раз за сериал «Медик», дважды — за «Есть оружие — будут путешествия» и один раз за «Шоу Ричарда Буна».

## Ранние годы жизни и театральная карьера
Ричард Бун, имя при рождении Ричард Аллен Бун, родился 18 июня 1917 года в Лос-Анджелесе в семье обеспеченного корпоративного юриста. Родители его матери были еврейскими иммигрантами из России, а его отец был потомком знаменитого первопроходца Дэниела Буна.
Бун учился в Стэнфордском университете, где изучал гуманитарные науки и участвовал в студенческих соревнованиях по боксу. За незначительное нарушение он был исключён из университета, после чего был рабочим на нефтепромысле в Южной Калифорнии, а также серьёзно занимался живописью.
В 1941 году Бун поступил на службу в ВМС США, и во время Второй мировой войны успел послужить на трёх кораблях на Тихоокеанского флота. Он участвовал в боевых действиях как член экипажа самолёта ВМС США, закончив службу воздушным стрелком в звании петти-офицера I класса.
После четырёх лет армейской службы Бун начал актёрскую карьеру. Он воспользовался своими фронтовыми льготами, чтобы получить актёрское образование у Ли Страсберга в Актёрской студии и одновременно начал играть в театре Neighborhood Playhouse в Нью-Йорке. Вскоре он начал постоянно играть на нью-йоркской сцене и в летних театрах, а также дебютировал в первых телешоу.
В 1947 году 31-летний Бун дебютировал на бродвейской сцене в спектакле «Медея» с Джудит Андерсон и Джоном Гилгудом в главных ролях. В 1950 году он играл в бродвейском спектакле «Человек», который поставил Мартин Ритт. В 1959 году Бун играл главную роль Авраама Линкольна в спектакле «Соперничество» (1959).

## Карьера в кино и на телевидении

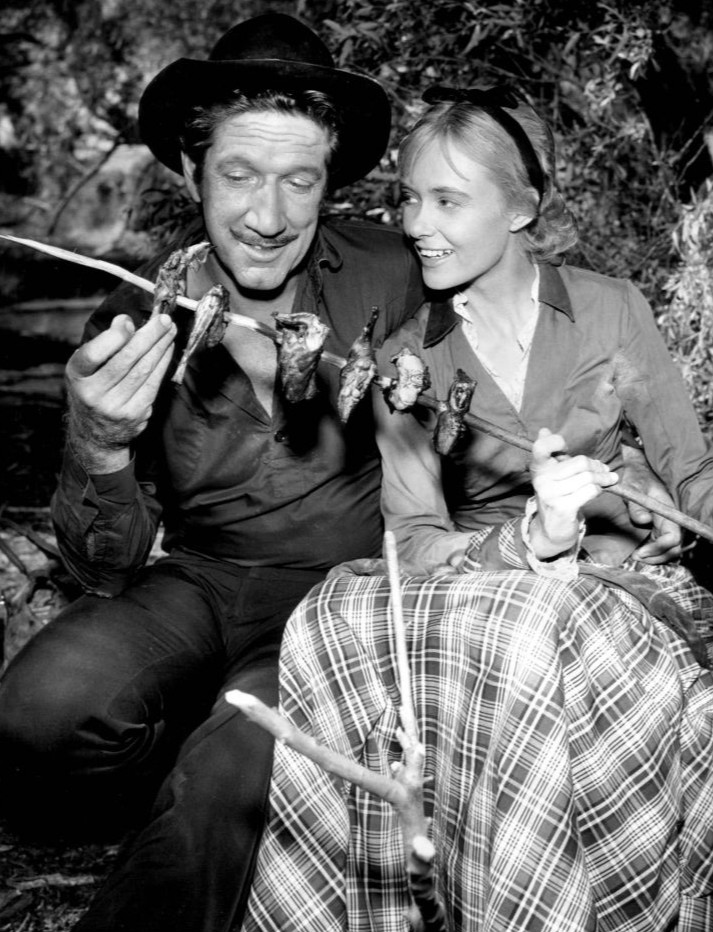
Ричард Бун и Кристина Уайт в сериале «Есть оружие — будут и путешествия» (1958)

В 1950 году Бун подписал контракт со студией 20th Century Fox, впервые появившись на экране в военном экшне «Дворцы Монтесумы» (1951), где сыграл офицера корпуса морской пехоты. В том же году Бун сыграл капитана немецкой армии в военной биографической драме о генерале Роммеле «Пустынный лис» (1951).
После этого Бун дописал долгосрочный контракт с 20th Century-Fox, где сыграл в 10 фильмах. В 1952 году Бун сыграл заметные роли в приключенческом экшне «Красное небо Монтаны» (1952) с Ричардом Уидмарком, в романтической мелодраме «Путь гаучо» (1952) с Рори Кэлхуном и Джин Тирни и в вестерне «Возвращение техасца» (1952) с Дейлом Робертсоном и Джоан Дрю. Год спустя у Буна была небольшая, но значимая роль Понтия Пилата в библейской драме «Плащаница» (1953). ОН также сыграл заметную роль в цирковой политической драме Элии Казана «Человек на канате» (1953) и сыграл ключевую роль психически травмированного полицейского детектива в фильме нуар «Викки» (1953). Как написал в «Нью-Йорк Таймс» кинообозреватель Босли Краузер, Ричард Бун в роли детектива не оставляет ни малейших сомнений в том, что он «криминально безумен», он «жестоко и коварно надругается над несчастным пресс-агентом, которого играет Эллиотт Рид, хандрит с видом помешанного гоблина и время от времени бормочет как колдун».
В 1954 году Бун сыграл капитана полиции в нуарном полицейском процедурале Джэка Уэбба «Сети зла» (1954), а также капитана армии юнионистов в военном экшне с Ваном Хефлином «Рейд» (1954). Как написал историк кино Хэл Эриксон, в 1954 году «Бун вступил в фазу телезвезды с еженедельным телесериалом „Медик“, где он играл главную роль доктора Конрада Стейнера». С 1954 по 1956 год Бун сыграл в 59 эпизодах этого новаторского медицинского сериала, который принёс ему первую номинацию на праймтаймовую премию «Эмми». Сериал хорошо приняла критика, однако он не добился достаточно высоких рейтингов и был закрыт после второго сезона.
В 1955 году Бун сыграл в вестернах «Человек без звезды» (1955) с Кирком Дугласом, «Десять разыскиваемых мужчин» (1955) с Рэндольфом Скоттом и «В гнезде у грабителей» (1955) с Джорджем Монтгомери, а также был закадровым рассказчиком в разоблачительном нуаре о голливудских нравах «Большой нож» (1955). Год спустя у Буна были роли в вестерне «Звезда в пыли» (1956) и военном триллере с Джеффом Чандлером «Очистить территорию» (1956).
Бун получил важную роль в вестерне с Рэндольфом Скоттом «Большой страх» (1957) и сыграл психиатра, доктора Райта, который лечит молодую женщину от психических расстройств с помощью гипноза в драме «Лиззи» (1957). Он также сыграл мафиози, который крышует текстильное предприятие в фильме нуар «Текстильные джунгли» (1957). Современный критик Грейг Батлер высоко оценил игру Буна, который «превращает своего бандита в кошмар для каждого порядочного человека».
Как отмечено в «Нью-Йорк Таймс», в 1957 году Бун получил свою «самую известную роль одетого во всё чёрное образованного и эрудированного стрелка Паладина» в получившем высокие оценки классическом телевестерне канала CBS «Есть оружие — будут путешествия» (1957—1963, 225 эпизодов). Будучи наёмным убийцей, в остальное время Паладин вёл обычный, вполне моральный образ жизни. Он жил в гостинице «Карлтон» в Сан-Франциско и время от времени выполнял заказы. Он носил с собой визитные карточки с текстом «Оружие есть, выезжаю на место. Телеграфируйте Паладину, Сан-Франциско». По словам историка кино Тони Фонтаны, «это чрезвычайно популярное шоу сделало Буна звездой». Сериал продержался шесть лет. Помимо исполнения главной роли, которая принесла Буну две номинации на праймтаймовую «Эмми», он также поставил несколько эпизодов как режиссёр. По окончании работы в сериале Бун сказал, что «благодарно рад», что тот закончился. Он однако добавил, что если «вам надо выбирать персонаж на пять или шесть лет, то это был хороший вариант». Он также отметил, что сериал хорошо вознаградил его в финансовом плане: «Это звучит смешно, но мне больше никогда не придётся беспокоиться о деньгах. За то, что я играл Паладина, я имею то, что актёры называют „адские деньги“».
В период работы в сериале Бун сыграл в нескольких кинофильмах, в частности, у него была главная роль в фильме ужасов «Я хороню живого» (1958). Он также сыграл генерала Сэма Хьюстона в эпическом вестерне «Форт Аламо» (1960) с Джоном Уэйном в главной роли, и сыграл главную роль разочарованного в жизни армейского капитана на отдалённой пустынной заставе в драме «Грохот барабанов» (1961).
В 1963 году Бун стал ведущим и актёром собственного телесериала-антологии «Шоу Ричарда Буна» (1963—1964, 25 эпизодов). По информации «Нью-Йорк Таймс», «Бун гордился своей игрой в этом новаторском сериале, где одни и те же одиннадцать актёров играли различные роли в каждой новой серии». Драматург Клиффорд Одетс был автором или руководителем постановки каждого эпизода. По словам Хэла Эриксона, это было «отважное телевизионное предприятие» и «уникальное» телешоу, которое принесло Буну очередную номинацию на праймтаймовую «Эмми», однако долго не продержалось. Как указано в «Нью-Йорк Таймс», в 1964 году после того, как сериал был закрыт, Бун покинул Голливуд и на семь лет уехал жить на Гавайи.
До конца 1960-х годов Бун снялся в шести фильмах, в том числе исполнил главную роль бывшего офицера конфедератов в вестерне «Рио Кончос» (1964). Другими его фильмами были историческая драма с Чарльтоном Хестоном «Властелин войны» (1965), вестерн в Полом Ньюманом «Омбре: Отважный стрелок» (1967), а также мелодрама о семейных отношениях с Кирком Дугласом и Фэй Дануэй «Сделка» (1969). В 1969 году вышел криминальный триллер «Ночь следующего дня» (1969), в котором Бун сыграл важную роль члена банды, похитившей с целью выкупа дочь богатого промышленника. Когда исполнитель главной роли Марлон Брандо отказался заканчивать работу с режиссёром Хьюбертом Корнфилдом, которого посчитал некомпетентным, постановку последних сцен фильма взял на себя Бун. Фильм считается одним из худших в карьере Брандо, хотя, по мнению обозревателя IMDb, «Бун со своей ролью бандита справился достойно».
В 1970 году Бун переехал во Флориду, и возобновил кино- и телекарьеру с удвоенной силой. В 1970 году он сыграл одну из главных ролей опытного агента в шпионском триллере Джона Хьюстона «Кремлёвское письмо» (1970). Он также сыграл заглавную роль стрелка в вестерне «Мадрон» (1970), съёмки которого проходили в Израиле. В 1971 году Бун сыграл вторую главную роль в вестерне с Джоном Уэйном «Большой Джейк» (1971).
В 1972 году Бун снова появился на телевидении в заглавной роли в вестерн-сериале «Хек Рэмзи» (1972—1973, 10 эпизодов), продюсером которого был Джэк Уэбб. Заглавный персонаж, у которого был прототип в реальной жизни, в изображении Буна предстал крутым, седым старым пограничным шерифом на рубеже XX века, который в солидном возрасте изучил новейшие научные теории раскрытия преступлений. Его новый босс, значительно более молодой, чем он, не всегда одобряет Хека, его нетрадиционный стиль работы и его новые методы. Сериал продержался в эфире два года. В 1972 году Бун ушёл из актёрской профессии, чтобы заниматься живописью.
Позднее Бун периодически работал в кино, сыграв в вестернах «Против треснувшего неба» (1975), «Оружие Господне» (1976) и «Стрелок» (1976) с Джоном Уэйном и Лорен Бэколл. Год спустя у Буна была главная роль в фантастическом экшне «Последний динозавр» (1977), а ещё через год — роль в ремейке классического фильма нуар «Большой сон» (1978) с Робертом Митчемом в главной роли. До конца десятилетия Бун также сыграл в комедийном детективе «Зима приносит смерть» (1979) с Джеффом Бриджесом и Энтони Перкинсом. В 1981 году Бун сыграл роль коммодора Мэтью К. Перри в историческом экшне «Меч бушидо» (1981), которая стала его последней ролью в кино.

## Актёрское амплуа и оценка творчества
Ричард Бун был исполнителем главных ролей, которого отличали высокий рост и резкие черты лица, а также глубокий командный голос, который с годами становился всё более хриплым и сиплым. В биографии Буна на сайте Turner Classic Movies он охарактеризован как «энергичный, угрожающего вида характерный актёр».
Бун часто играл главные или вторые главные роли в военных и криминальных фильмах, а также в вестернах. Однако более всего он известен по телевизионным ролям в таких сериалах, как «Медик» (1954—1956), «Шоу Ричарда Буна» (1963—1964) и «Хек Рэмзи» (1972—1974). Самой известной телевизионной работой Буна стала роль наёмного убийцы Паладина в вестерн-сериале «Есть оружие — будут путешествия» (1957—1963). Национальная академия телевизионных искусств и наук пять раз номинировала Бона как на праймтаймовую премию «Эмми» как лучшего актёра в телесериалах.

## Личная жизнь
Ричард Бун был женат трижды. Его первой женой в 1937 году стала Джейн Хелен Хоппер, с которой он изучал драматическое искусство в Калифорнийском художественном институте в Сан-Франциско. В 1940 году их брак закончился разводом. В 1949 году Бун женился на Мими Келли, этот брак также закончился разводом в 1950 году. В третий раз Бун женился в 1951 году на бывшей балерине Мэри Клэр Макалун, с которой прожил до своей смерти в 1981 году. У пары был один ребёнок, сын Питер Бун.
Ричард Бун приходился дядей актёру Рэнди Буну и дальним родственником популярным певцам Пэту Буну и Нику Тодду.
В конце жизни Бун вёл курсы актёрского мастерства в колледже в Сент-Огастин во Флориде и в последний год жизни был назначен культурным послом штата Флорида.
Бун много курил и большую часть жизни страдал от пьянства, предположительно, под воздействием опыта Второй мировой войны.

## Смерть
После того, как у него диагностировали рак гортани, Бун отказался от лечения и жил затворником. Позднее он стал серьёзно страдать от хронического алкоголизма.
Ричард Бун умер 10 января 1981 года в своём доме в Сент-Огастине, Флорида, от рака горла. Его прах развеян в Тихом океане.

## Фильмография
| Год         |    | Русское название                | Оригинальное название               | Роль                                |
| ----------- | -- | ------------------------------- | ----------------------------------- | ----------------------------------- |
| 1949—1950   | с  | Первая полоса                   | The Front Page                      | разные роли (10 эпизодов)           |
| 1949—1950   | с  | Актерская студия                | Actor's Studio                      | разные роли (3 эпизода)             |
| 1950        | ф  | Дворцы Монтесумы                | Halls of Montezuma                  | подполковник Гилфиллан              |
| 1950        | с  | Саспенс                         | Suspense                            | Мерсер (1 эпизод)                   |
| 1951        | ф  | Зовите меня «Мистер»            | Call Me Mister                      | сержант                             |
| 1951        | ф  | Пустынный лис                   | The Desert Fox: The Story of Rommel | капитан Германн Алдингер            |
| 1952        | ф  | Кенгуру                         | Kangaroo                            | Джон У. Гэмбл                       |
| 1952        | ф  | Красное небо Монтаны            | Red Skies of Montana                | Ричард «Дик» Драйер                 |
| 1952        | ф  | Возвращение Техасца             | Return of the Texan                 | Род Мюррей                          |
| 1952        | ф  | Путь Гаучо                      | Way of a Gaucho                     | майор Салинас                       |
| 1953        | ф  | Коралловый риф                  | Beneath the 12-Mile Reef            | Томас Рис                           |
| 1953        | ф  | Город негодяев                  | City of Bad Men                     | Джон Ринго                          |
| 1953        | ф  | Человек на канате               | Man on a Tightrope                  | Крофта                              |
| 1953        | ф  | Плащаница                       | The Robe                            | Понтий Пилат                        |
| 1953        | ф  | Викки                           | Vicki                               | лейтенант Эд Корнелл                |
| 1954        | ф  | Сети зла                        | Dragnet                             | капитан Джеймс Е. Хэмилтон          |
| 1954        | ф  | Рейд                            | The Raid(                           | капитан Лайонел Фостер              |
| 1954        | ф  | Осада на Красной реке           | Siege at Red River                  | Бретт Мэннинг                       |
| 1954 —1956  | с  | Медик                           | Medic                               | доктор Конрад Стайнер (59 эпизодов) |
| 1955        | ф  | Человек без звезды              | Man Without a Star                  | Стив Майлс                          |
| 1955        | ф  | В гнезде у грабителей           | Robbers' Roost                      | Хэнк Хейс                           |
| 1955        | ф  | Десять разыскиваемых мужчин     | Ten Wanted Men                      | Вик Кэмпбелл                        |
| 1955        | с  | Театр «Дженерал Электрик»       | General Electric Theater            | Абрахам Линкольн (1 эпизод)         |
| 1955        | с  | Дневной спектакль               | Matinee Theatre                     | Хэдклифф (1 эпизод)                 |
| 1955—1956   | с  | Видеотеатр «Люкс»               | Lux Video Theatre                   | разные роли (2 эпизода)             |
| 1955—1957   | с  | Кульминация                     | Climax!                             | разные роли (4 эпизода)             |
| 1956        | ф  | Очистить территорию             | Away All Boats                      | лейтенант Фрейзер                   |
| 1956        | ф  | Боевые посты                    | Battle Stations                     | Капитан                             |
| 1956        | ф  | Звезда в пыли                   | Star in the Dust                    | Сэм Холл                            |
| 1956        | с  | Граница                         | Frontier                            | Эвеет Брейер (1 эпизод)             |
| 1956        | с  | Телевизионный театр «Форда»     | The Ford Television Theatre         | местная пресса (1 эпизод)           |
| 1957        | ф  | Текстильные джунгли             | The Garment Jungle                  | Арти Рэвидж                         |
| 1957        | ф  | Лиззи                           | Lizzie                              | доктор Нил Райт                     |
| 1957        | ф  | Большой страх                   | The Tall T                          | Фрэнк Ашер                          |
| 1957        | с  | Первая студия                   | Studio One                          | Джон Уэсли Хардин (1 эпизод)        |
| 1957 — 1963 | с  | Есть оружие — будут путешествия | Have Gun - Will Travel              | Паладин (225 эпизодов)              |
| 1957—1963   | с  | Есть оружие — будут путешествия | Have Gun - Will Travel              | режиссёр (28 эпизодов)              |
| 1958        | ф  | Я хороню живого                 | I Bury the Living                   | Роберт Крафт                        |
| 1959 —1960  | с  | Час «Юнайтед Стейтс Стил»       | The United States Steel Hour        | разные роли (2 эпизода)             |
| 1959—1960   | с  | Театр 90                        | Playhouse 90                        | разные роли (2 эпизода)             |
| 1960        | ф  | Аламо                           | The Alamo                           | генерал Сэм Хьюстон                 |
| 1960        | тф | Правильный человек              | The Right Man                       | Абрахам Линкольн                    |
| 1961        | ф  | Грохот барабанов                | A Thunder of Drums                  | капитан Стивен Мэддокс              |
| 1961        | с  | Городской тост                  | Toast of the Town                   | Актёр (1 эпизод)                    |
| 1963—1964   | с  | Шоу Ричарда Буна                | The Richard Boone Show              | разные роли (25 эпизодов)           |
| 1963 — 1964 | с  | Шоу Ричарда Буна                | The Richard Boone Show              | режиссёр (5 эпизодов)               |
| 1964        | ф  | Рио Кончос                      | Rio Conchos                         | Лэсситер                            |
| 1965        | ф  | Властелин войны                 | The War Lord                        | Борс                                |
| 1967        | ф  | Омбре: Отважный стрелок         | Hombre                              | Граймс                              |
| 1967        | с  | Симмарон Стрип                  | Cimarron Strip                      | сержант Билл Дишер (1 эпизод)       |
| 1968        | ф  | Побережье Кона                  | Kona Coast                          | капитан Сэм Морган                  |
| 1968        | ф  | Побережье Кона                  | Kona Coast                          | исполнительный продюсер             |
| 1969        | ф  | Сделка                          | The Arrangement                     | Сэм Арнесс                          |
| 1969        | ф  | Ночь следующего дня             | The Night of the Following Day      | Лир                                 |
| 1969        | ф  | Ночь следующего дня             | The Night of the Following Day      | режиссёр                            |
| 1970        | ф  | Кремлёвское письмо              | The Kremlin Letter                  | -Уорд                               |
| 1970        | ф  | Мадрон                          | Madron                              | Мадрон                              |
| 1971        | ф  | Большой Джейк                   | Big Jake                            | Джон Фейн                           |
| 1971        | тф | При полном свете                | In Broad Daylight                   | Тони Чеппел                         |
| 1972        | тф | Спокойной ночи, моя любовь      | Goodnight, My Love                  | Фрэнсис Хоган                       |
| 1972        | тф | Смертельный урожай              | Deadly Harvest                      | Антон Солка                         |
| 1972—1974   | с  | Хек Рэмзи                       | Hec Ramsey                          | Хек Рэмзи (10 эпизодов)             |
| 1974        | тф | Великая Ниагара                 | The Great Niagara                   | Аарон Грант                         |
| 1975        | ф  | Против треснувшего неба         | Against a Crooked Sky               | Русский                             |
| 1976        | ф  | Оружие Господне                 | Diamante Lobo                       | шериф                               |
| 1976        | ф  | Самый меткий                    | The Shootist                        | Суини                               |
| 1977        | ф  | Последний динозавр              | The Last Dinosaur                   | Мастен Траст-младший                |
| 1978        | ф  | Вечный сон                      | The Big Sleep                       | Лэш Канино                          |
| 1979        | ф  | Зима приносит смерть            | Winter Kills                        | Кейфитц                             |
| 1981        | ф  | Меч Бушидо                      | The Bushido Blade                   | коммандор Мэтью Перри               |